# Antoine Vollon

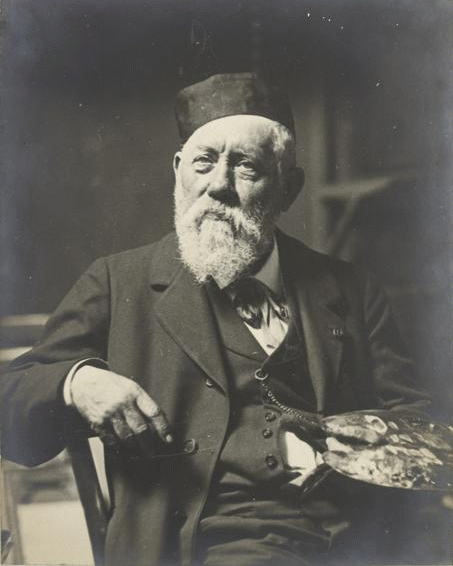
Antoine Vollon (1897)

Antoine Vollon (* 20. April 1833 in Lyon; † 27. August 1900 in Paris) war ein französischer Radierer, Landschafts- und Stilllebenmaler.

## Leben
Vollon war ein Sohn des Jean Baptiste Vollon (* um 1806) und dessen Frau Marie (Meusnier?). Er erhielt seinen ersten künstlerischen Unterricht an der École nationale des beaux-arts Lyon. Anschließend ging er nach Paris und wurde dort Schüler von Augustin Théodule Ribot. Vollon war überwiegend ein Autodidakt. Er hatte die Akademie seiner Vaterstadt nur für kurze Zeit besucht und versuchte sich seinen Lebensunterhalt als Lithograf und Schildermaler zu verdienen. Nebenbei fertigte er Stillleben an. Im Alter von 30 Jahren kam er nach Paris und konnte 1864 anlässlich der großen Ausstellung des Pariser Salons mit einem solchen Stillleben debütieren und wurde in Kunstkreisen bekannt. Bereits im Folgejahr konnte er eine Medaille erringen.
In seinem Frühwerk thematisierte Vollon Blumenstücke, Kücheninterieurs oder Seefische, später setzte er mit Landschaften einen Schwerpunkt. Charakteristisch für das Werk Vollons ist der Einsatz von Farbakzenten und die Darstellung von Stimmungen durch Variationen von Licht und Schatten. Gerühmt wurde er insbesondere für die Darstellung des Glanzes metallischer Gegenstände wie Rüstungen und Waffen, Gefäße oder Schmuckstücke. Zu seinen Landschaftsbildern zählen insbesondere holländische Kanalansichten.
Kurz vor seinem Tode erreichte ihn die Nachricht, dass er auf der Weltausstellung den „Grand Prix“ erhalten habe. Er wurde auf dem Cimetière du Père-Lachaise beigesetzt. Sein Nachlass wurde am 21. und 22. Mai 1901 bei Drouot versteigert. Insgesamt kam bei der Versteigerung eine Summe von 141000 Franc zusammen. Unter den Gegenständen befanden sich auch einige Kunstwerke aus deutscher Produktion wie eine vergoldete Silbervase (17. Jahrhundert), ein Silberhumpen und ein ovaler Silberteller (beide 18. Jahrhundert).
Zu Lebzeiten war er unter anderem mit den Künstlern Jean-Baptiste Carpeaux (1827–1875), Charles-François Daubigny (1817–1878) und Eugène Boudin (1824–1898) befreundet.

## Familie
Vollon heiratete am 12. Mai 1860 Marie-Fanny (geborene Boucher), mit der er mehrere Kinder hatte:
- Marie-Gabrielle Vollon (21. Mai 1860 – 1863)
- Antoine Vollon (12. Mai 1865 – 1945) war ein Schüler seines Vaters und nahm später den Künstlernamen Alexis Vollon an[4] ⚭ mit der Pianistin Mathilde Mardout
  - Pierre Vollon (* 1890)
  - Jacques-Antoine Vollon (1894–1975) war ebenfalls als Stilllebenmaler tätig war.
    - Bernard Vollon
- Marguerite Vollon (* 8. Dezember 1868) ⚭ mit dem Genremaler Albert Decamps (1862–1908).[5]

## Werke (Auswahl)

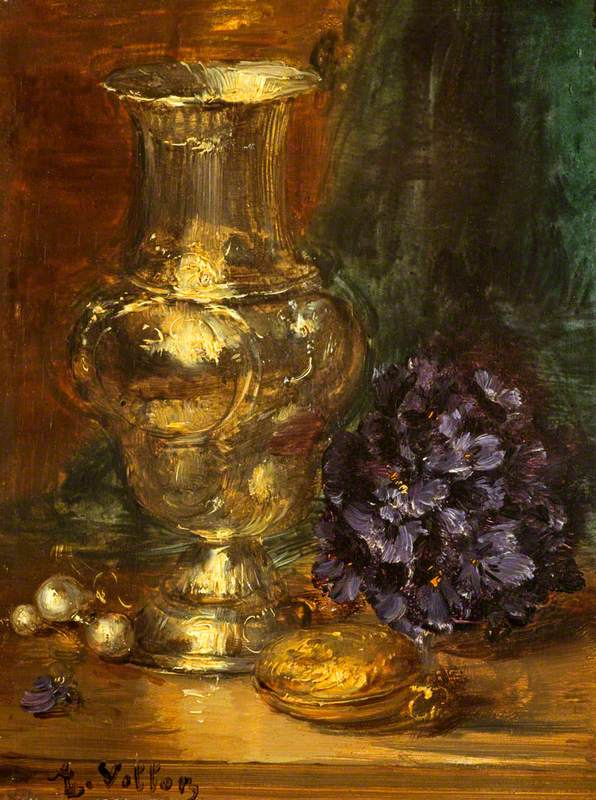
Silberne Vase

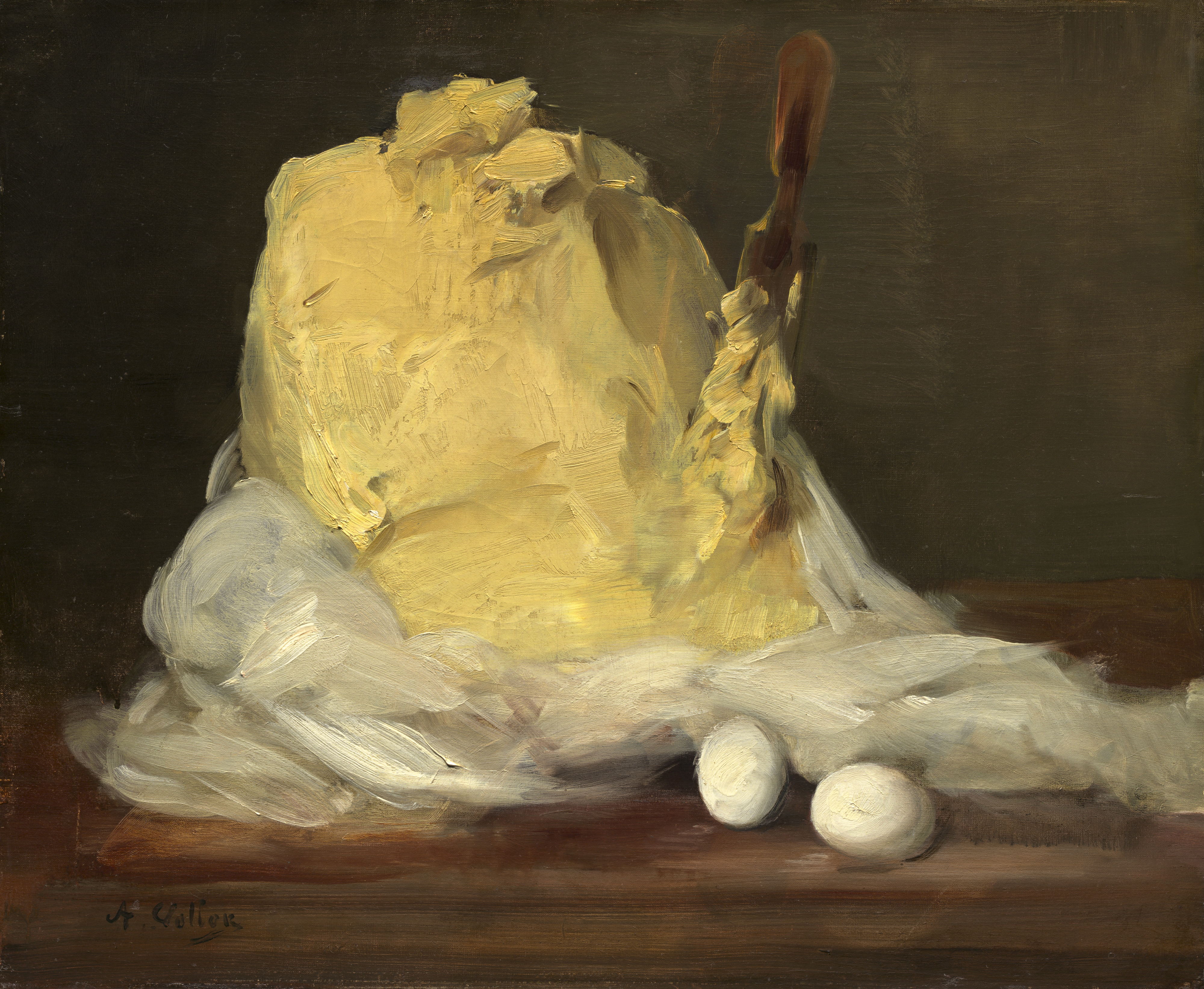
Motte de beurre, 1875–1885

- Kücheninneres (intérieur de cuisine Musée des Beaux-Arts de Nantes)
- Affe mit Ziehharmonika (Museum Lyon)
- Meeresfische (Musée du Luxembourg)
- Jagdprodukte
- Der Meierhof
- Der Quacksalber
- Der Hafen von St Vallery sur Somme

## Ehrungen (Auswahl)
- in den Jahren 1865, 1868, 1869 und 1878 erhielt er Medaillen bei Ausstellungen
- 1870: Ritterkreuz der Ehrenlegion
- 20. Oktober 1878: Offizierskreuz der Ehrenlegion[6] für sein Gemälde der Helm Heinrich II.
- 1898: Mitglied der Akadémie des Beaux-Arts
- 1900: Grand Prix der Weltausstellung in Paris
- Nach Vollon wurden mehrere Straßen oder Plätze darunter in Lyon (Place Antoine-Vollon), Paris (Rue Antoine-Vollon)